# Чинтело (Венеција)
Чинтело (итал. Cintello) је насеље у Италији у округу Венеција, региону Венето.
Према процени из 2011. у насељу је живело 536 становника. Насеље се налази на надморској висини од 9 м.